# Дзасікі-варасі

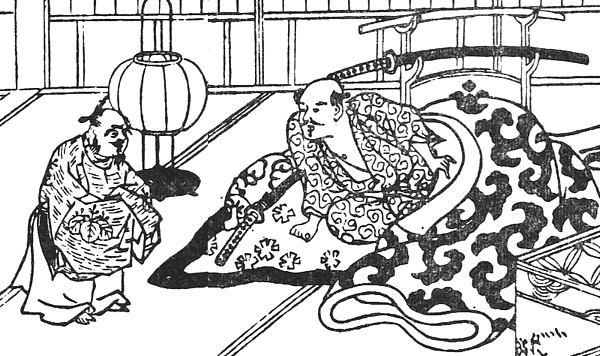
Дух грошей (Архетип Дзасікі-Варасі) з Угецу

Дзасікі-варасі (яп. 座敷童/座敷童子), інколи зветься дзасікі-бокко (яп. 座敷ぼっこ) — це японський йокай, що походить з префектури Івате, схожий з домовиком.
Ім'я ділиться на дзасікі, вкриту татамі кімнату, та варасі — архаїчне слово, що означає дитину. Виглядає той дух як п'яти або шестирічна дитина зі стриженим волоссям та рум'яним обличчям. Дзасікі-варасі може бути знайдений в добре прибраних та переважно великих старих будинках. Говорять, що колись дзасікі-варасі населяв будинок, приносив до резиденції велику вдачу; з іншого боку, коли дзасікі-варасі виселяли, володіння чекав різкий занепад.
Вважається, що для того, щоб залучити та залишити дзасікі-варасі у будинку, за духом треба доглядати, помічати та добре оцінювати, майже як дитину, хоча занадто багато уваги може зашкодити.